# كيم بارلو
كيم بارلو هي مغنية وكاتبة غنائية كندية، ولدت في 10 مارس 1969 في مونتريال في كندا.

## وصلات خارجية
- كيم بارلو على موقع ميوزك برينز (الإنجليزية)
- كيم بارلو على موقع أول ميوزيك (الإنجليزية)
- كيم بارلو على موقع ديسكوغز (الإنجليزية)